# Đội tuyển bóng đá quốc gia Bonaire
Đội tuyển bóng đá quốc gia Bonaire là đội tuyển cấp quốc gia của Bonaire, do Liên đoàn bóng đá Bonaire quản lý.